# Parlamentní volby v Bulharsku 1893 (červenec)
Parlamentní volby v Bulharsku se konaly 30. července 1893. Kvůli změnám v ústavě z předchozího roku se počet mandátů v bulharském Národním shromáždění snížil. Tyto volby byly poznamenány útoky v některých městech, kde došlo k pokusům ukrást volební urny a zfalšovat volební hlasy. Volební účast byla malá, a to především na venkově.